# Guineu voladora de Yap
La guineu voladora de Yap (Pteropus yapensis) és una espècie de ratpenat de la família dels pteropòdids. És endèmica de les illes Yap (Estats Federats de Micronèsia). El seu hàbitat natural són els boscos i els manglars, tot i que també viu a parcel·les agroforestals. Està amenaçada per la caça, la desforestació i els fenòmens meteorològics extrems.